# Народжені бурею (фільм, 1957)
«Наро́джені бу́рею» — український радянський художній фільм, знятий у 1957 році режисерами Яковом Базеляном i Артуром Войтецьким на кіностудії ім. О. Довженка за мотивами однойменного роману Миколи Островського.

## Сюжет картини
Осінь 1918 року. Німецькі війська залишають невеличке містечко на кордоні Західної України та Польщі. Владу в містечку захоплюють прихильники Пілсудського.
Більшовик Сигізмунд Раєвський, що повернувся із в'язниці, очолює підпільний ревком. На заводах, фабриках, в залізничних майстернях створюються робочі дружини. Всі очікують лише на сигнал про повстання. У боротьбі з польськими леґіонерами беруть участь і перші комсомольці містечка. Серед них Раймонд, син Раєвського, та дочка підпільника Олеся, закохана в Раймонда. Молодий робітник Андрій Птаха, що дружить з Олесею і кохає її, через ревнощі до Раймонда шукає забуття у пияцтві та гулянках.
Після того, як поляки вбивають його старшого товариша, дядька Тараса, Андрій, охоплений гнівом, пробирається до котельної заводу й включає гудок, намертво закріпивши його ручку. Це слугує сигналом до початку повстання. Леґіонери під натиском робітничих дружин тікають з міста й звертаються по допомогу до німецьких військ, що відступають. Спільними зусиллями вони придушують повстання. Загін молоді бере у заручниці сестер графа Могельницького — ватажка польських леґіонерів, щоб обміняти їх на керівників повстання. Леґіонери оточують будинок, в якому перебуває загін. Проте комсомольцям вдається вирватись із оточення і з'єднатися з частинами Червоної армії, що наступали.

## Ролі та виконавці
- Сергій Гурзо (старший) — Андрій Птаха, кочегар, комсомолець
- Ольга Бган — Олеся, донька підпільника
- Анатолій Іванов — Раймонд, син Сигізмунда Раєвського, комсомолець
- Володимир Силуянов — Василько, молодший брат Андрія Птахи
- Олег Жаков — Сигізмунд Раєвський, більшовик
- Ада Войцик — Ядвіга Раєвська
- Микола Хрящиков — Ковалло, машиніст
- Олександр Гречаний — Данило Чобіт, кочегар паровозу
- Юрий Мажуга — Остап Щабель, молотобоєць з депо
- Олександр Толстих — Федько
- Павло Шпрингфельд — Глушко, слюсар
- Кульчицький Кость — Воробейко, машиніст
- А. Теремець — Гнат, робітник
- Юрій Леонідов — Едвард Могельницький
- Валентина Ушакова — Людвіга, пані
- Дзідра Рітенберга — Стефанія
- Чеслав Сушкевич — Врона, капітан польського леґіону
- Микола Рушковський — Заремба, поручик польського леґіону
- Георгій (Юрій) Козаківський — німецький комендант
- Д. Агібалов — Дзьобек, шулер на службі в польському леґіоні
- Михайло Білоусов — Казимир Могельницький
- Микола Блащук — Владислав Чернецький
- Георгій Бударов — барон Баранкевич
- Олексій Биков — обер-лейтенант
- Анатолій Гриневич — епізод
- Леонід Жуковський — Березняк
- Євген Моргунов — Кобильський, на службі в польському леґіоні
- Ольга Ножкіна — дружина робітника
- Григорій Тесля — революційний робітник
- Петро Тимофеєв — епізод
- Кость Степанков — націоналіст (немає в титрах)

## Знімальна група
- Сценарист: Юрій Кротков
- Режисери-постановники: Яків Базелян, Артур Войтецький
- Оператор-постановник: Ілля Міньковецький
- Режисер: Віталій Кучвальський
- Композитор: Костянтин Данькевич
- Звукооператор: Аріадна Федоренко
- Текст пісень Олекси Новицького
- Художники-декоратори: Мойсей Гантман, Віктор Мигулько
- Художник по костюмах: Лідія Байкова
- Художник-гример: Д. Ляпич
- Монтажер: І. Карпенко
- Комбіновані зйомки:
  - художник: Валентин Корольов
  - оператор: Микола Іллюшин
- Військовий консультант: генерал-лейтенант Микола Осликовський
- Редактор: А. Ніколенко
- Асистенти:
  - режисера: Микола Ільїнський
  - оператора: Д. Вакулюк
  - художника: Микола Терещенко
- Директор фільму: Давид Яновер